# UFC Fight Night: Ortega vs. The Korean Zombie
UFC Fight Night: Ortega vs. The Korean Zombie（ユーエフシー・ファイト・ナイト：オルテガ・バーサス・ザ・コリアン・ゾンビ、別名UFC Fight Night 180、UFC on ESPN+ 38）は、アメリカ合衆国の総合格闘技団体「UFC」の大会の一つ。2020年10月18日、アブダビ・ヤス島のファイトアイランド内フラッシュ・フォーラムで開催された。

## 大会概要
本大会ではブライアン・オルテガとジョン・チャンソンのフェザー級戦が組まれた。

## 試合結果

### プレリミナリーガード
第1試合 バンタム級 5分3R
○  サイード・ヌルマゴメドフ vs.  マーク・ストリーグル ×
1R 0:51 KO（パウンド）
第2試合 ライトヘビー級 5分3R
○  マキシム・グリシン vs.  ガジムラド・アンティグロフ ×
2R 4:58 TKO（スタンドパンチ連打）
第3試合 ライト級 5分3R
○  ファレス・ジアム vs.  ジェイミー・ムラーキー ×
3R終了 判定3-0（29-28、29-28、29-28）
第4試合 ミドル級 5分3R
○  パク・ジョンヨン vs.  ジョン・フィリップス ×
3R終了 判定3-0（30-25、30-25、30-25）
第5試合 女子フライ級 5分3R
○  ジリアン・ロバートソン vs.  ポリアナ・ボテーリョ ×
3R終了 判定3-0（29-28、29-27、29-27）
第6試合 ライト級 5分3R
○  グラム・クタテラーゼ vs.  マテウス・ガムロット ×
3R終了 判定2-1（29-28、28-29、29-28）

### メインカード
第7試合 フェザー級 5分3R
○  ジョナサン・マルティネス vs.  トーマス・アルメイダ ×
3R終了 判定3-0（30-27、30-27、30-27）
第8試合 ウェルター級 5分3R
○  ジェームス・クラウス vs.  クラウディオ・シウバ ×
3R終了 判定3-0（30-27、30-27、30-27）
第9試合 ライトヘビー級 5分3R
○  ジミー・クルート vs.  モデスタス・ブカウスカス ×
1R 2:01 KO（左フック）
第10試合 女子フライ級 5分3R
○  ジェシカ・アンドラージ vs.  ケイトリン・チュケイギアン ×
1R 4:55 TKO（右ボディブロー）
第11試合 フェザー級 5分5R
○  ブライアン・オルテガ vs.  ジョン・チャンソン ×
3R終了 判定3-0（50-45、50-45、50-45）

### 各賞
ファイト・オブ・ザ・ナイト：グラム・クタテラーゼ vs. マテウス・ガムロット
パフォーマンス・オブ・ザ・ナイト：ジェシカ・アンドラージ、ジミー・クルート
各選手にはボーナスとして5万ドルが授与された。

### カード変更
負傷などによるカードの変更は以下の通り。